# Marie von Rabatinsky

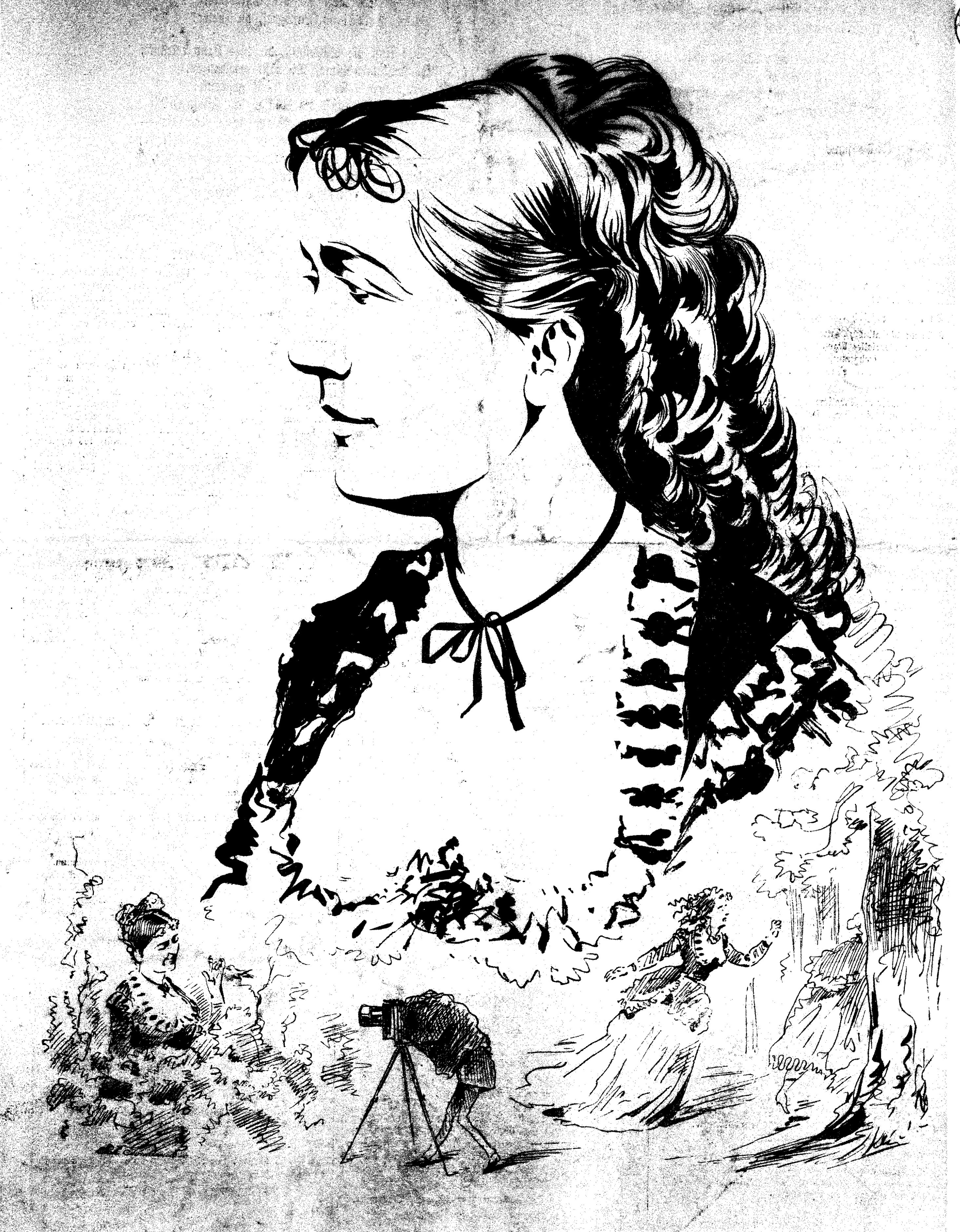
Marie von Rabatinsky, Karikatur von Karel Klíč

Marie von Rabatinsky (25. Juni 1844 in Csáklyó – nach 1872) war eine Opernsängerin (Sopran).

## Leben
Rabatinsky wirkte am Nationaltheater Pest, bevor sie 1866 in den Verband des Hofoperntheaters in Wien trat, wo sich die Künstlerin, die neben einer pikanten Erscheinung auch eine glänzende Koloratur besaß, einer außerordentlichen Beliebtheit erfreute. Sie sang die Irene in der Wiener Erstaufführung von Wagners Rienzi (1871). 1872 schied sie aus den Reihen der ersten Mitglieder der Wiener Hofoper. Sie vermählte sich mit einem Fabrikbesitzer und zog sich nach Nordhausen zurück.